# St. Paul, Nebraska
St. Paul är administrativ huvudort i Howard County i Nebraska. Enligt 2020 års folkräkning hade St. Paul 2 416 invånare.

## Kända personer från St. Paul
- Jon Lynn Christensen, politiker